# Alice Beard
Alice Beard (Cincinnati, Ohio, 1867 - Bearsville, Nueva York, 1945) fue una pintora estadounidense conocida por su pintura de género y retrato e ilustración.

## Biografía
Nació en Cincinnati y pasó la mayor parte de su vida en la ciudad de Nueva York creando ilustraciones y pinturas de género con un fuerte colorido al igual que figuras de acción. Es una artista menos conocida de la que se sabe poco. Beard fue alumna de Howard Pyle en la Escuela de Ilustradores de Brandywine. Beard entabló amistad con otra alumna de Pyle, Frances Rogers, y colaboró con ella escribiendo e ilustrando nueve libros hasta la década de 1940.
Sus primeros trabajos fueron para revistas, especialmente para el Sunday Magazine, un suplemento de periódico ilustrado sindicado.
En 1917 ilustró Elizabeth Bess: A Girl of the Sixties de E.C. Scott. En algún momento Alice Beard se trasladó a Nueva York, donde trabajó como ilustradora. 
Su obra se expuso en la National Academy of Design, la Society of Independent Artists y el National Arts Club, así como en el Salon de la Societe Des Artistes de París y en la National Association of Women Artists. 
Expuso en la Academia Nacional de Diseño y en la Sociedad de Artistas Independientes y el Club Nacional de las Artes. 
También fue coautora de tres libros publicados por la editorial Frederick Art Stokes Company.
- Old Liberty Bell , Frances Rogers and Alice Beard, publicado en 1942
- 5000 Years of Glass, France Rogers and Alice Beard, publicado en 1937
- For Days and Days: A Year-Round Treasury of Child Verse escrito por Annette Wynne e ilustrado por Alice Beard publicado en 1919.

Murió en Ohio en 1949.

## Estilo artístico
El fuerte colorido y las cualidades ilustrativas de su obra reflejan la influencia de Pyle y es posible que también estudiara en Europa, ya que expuso en el Salon de la Societes des Artistes Francais de París en 1914. Beard también expuso en la Nation Academy of Design en 1915, en la Society of Independent Artists en 1917, en el National Arts Club en 1925 y en la National Association of Women Painters and Sculptors en 1926 y 1928.

## Obra[2]
Sus obras más relevantes fueron:
| 5000 years of glass |
| For days and days, c1919: |
| Fresh and briny; the story of water as friend and foe                                                                         |
| Heels, wheels and wire; the story of messages and signals                                                                     |
| Jeremy Pepper |
| Little allies : a story of four children                                                                                      |
| Old Liberty bell |
| Paul Revere, patriot on horseback                                                                                             |
| The birthday of a nation, July 4, 1776                                                                                        |
| The magic string book : being the thrilling adventures of the Stringum family with the string on which the thrills are strung |

Óleo sobre lienzo
- Through Fairy Halls, Freeman's
- Spring in Central Park
- A girl with her dog, Bonhams Los Angeles

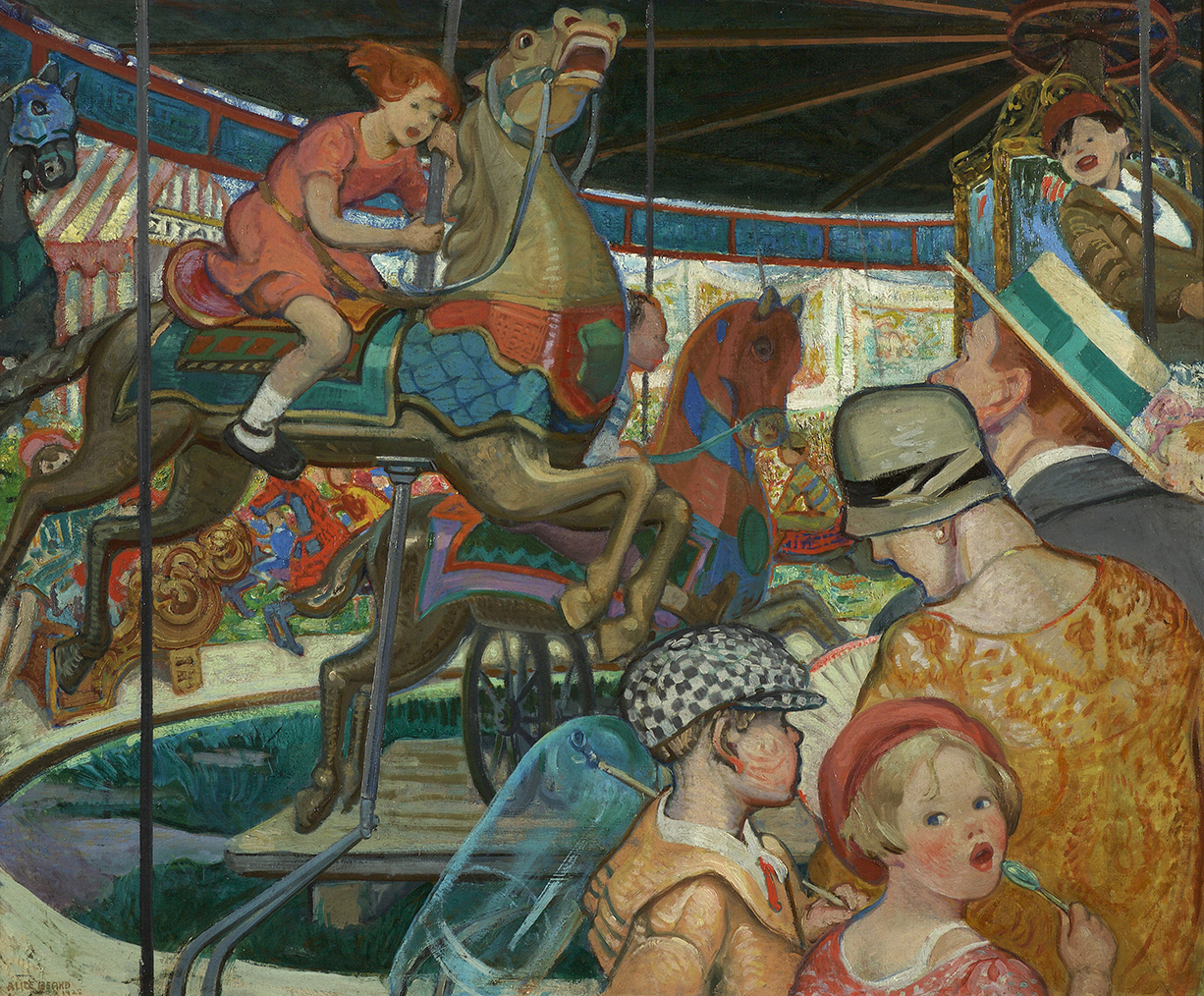
Merry Go Round por Alice Beard

- Landscape, 1888 Cowan's Cincinnati